# Дукс (должность)
Дукс (лат. dux; мн. duces) — в Римской республике, Римской империи и Византии звание военного вождя (от лат. ducere — «вести»). Впоследствии слово перешло в другие европейские языки: англ. duke со значением герцог, итал. doge дож и итал. duce дуче. Также так назывались военные вожди лангобардов.

## В республиканский и имперский период
В республиканский период термин «дукс» мог относиться к любому военачальнику, включая варваров, не являясь при этом формальным воинским званием. В своих «Записках о Галльской войне» Гай Юлий Цезарь применяет его только к кельтам, за единственным исключением, когда упоминал римлянина без официального статуса. В Римской империи дукс не входил в систему формальных званий до III века. В его подчинении находилось два или более легионов. Хотя дуксом могли быть консулы и императоры, обычно ими были наместники. В качестве губернатора дукс был высшим гражданским и военным чиновником в своей провинции. С середины III века термин приобрёл более определённое значение, применяясь к командиром подразделений, выделенных из нескольких других воинских единиц (вексилий). Это происходило в особых ситуациях, когда степень возникшей угрозы превосходила возможности подразделений соответствующих территорий.
Начиная с правления императора Галлиена (253—268) обязательно принадлежали к всадническому сословию с титулом лат. vir perfectissimus, превосходя, таким образом, командиров провинциальных легионов, имевших титул лат. vir egregius. В отличие от президов, представлявших высшую гражданскую и военную власть в провинциях в период Домината, власть дуксов была чисто военной, однако она могла не ограничиваться одной провинцией. Вероятно, дуксы не подчинялись губернаторам. К концу III века дукс стал официальным военным званием, высшим среди лимитанов, то есть приграничных войск (лат.  limitis provinciae illius). После реформ Диоклетиана в конце III века, когда провинции были подразделены на диоцезы во главе с викариями, дуксы были отнесены к диоцезам. В новой иерархии дукс подчинялся военному магистру, в свою очередь подчинённому префекту претория, выше которого был только император.

## В Византии
В Византии звание сохранилось под именем «дуки» (др.-греч. δούξ, мн. δούκες). В 492 году при императоре Анаста́сии I (491—518) дукам были переданы полевые армии комитатов. Общим принципом было отделение военной власти дук от гражданской администрации, за исключением провинций Исаврия, Мавретания и Фиваида. В Стратегиконе Маврикия (начало VII века) дука является младшим офицером, мерархом или командиром мойры, тогда как обладающим военной властью в феме чиновником был стратиг.
Со второй половины X века дуками вновь начинают называть крупных военачальников, глав дукатов. Дукаты были созданы в Антиохии после 969 года, в Халдии в 969 году, Фессалониках, Адрианополе после 971 года, Месопотамии в 876 году и Италии. Согласно некоторым историкам (Э. Гликадзи-Арвелер), дуку следует отождествить с катепаном. Дукой также называли доместика схол. Также в поздний период существовало звание великого дуки, являвшегося главнокомандующим флотом. После XII века дуки утратили свой престиж, и так называли глав даже мелких фем.

## Список дуксов
Notitia Dignitatum, важнейший документ по административному устройству поздней Римской империи рубежа IV—V веков, упоминает в общей сложности 25 дуксов:

### Западная Римская империя
- Дукс лимеса Мавретании Цезарейской[нем.]
- Дукс лимеса Триполитании[нем.]
- Дукс Паннонии Первой и Прибрежного Норика[нем.]
- Дукс Паннонии Второй[нем.]
- Дукс Секваники
- Дукс дорог Арморики и Нервии[нем.]
- Дукс Белгики Второй[англ.]
- Дукс Германии Первой
- Дукс Британии[англ.]
- Дукс Могонтиака[нем.]

### Восточная Римская империя
- Дукс Ливии
- Дукс Фиваид[итал.]
- Дукс Финикии[итал.]
- Дукс Евфратисии и Сирии[итал.]
- Дукс Палестины[итал.]
- Дукс Осроены[итал.]
- Дукс Месопотамии[итал.]
- Дукс Арабии[итал.]
- Дукс Армении
- Дукс Мёзии Второй[нем.]
- Дукс Скифии[итал.]
- Дукс Прибрежной Дакии[нем.]
- Дукс Мёзии Первой[нем.]